# Leptocerus anakus
Leptocerus anakus är en nattsländeart som beskrevs av Gibbs 1973. Leptocerus anakus ingår i släktet Leptocerus och familjen långhornssländor. Inga underarter finns listade i Catalogue of Life.